# شب‌تاب‌ها (فیلم)
شب‌تاب‌ها (انگلیسی: Fireflies) یک فیلم است که در سال ۲۰۱۴ منتشر شد.